# Lanzo Torinese
Lanzo Torinese är en ort och kommun i storstadsregionen Turin, innan 2015 provinsen Turin, i regionen Piemonte, Italien. Kommunen hade 5 011 invånare (2017).